# الغزو الياباني لمالايا
بدأ الغزو الألماني لمالايا مباشرة بعد منتصف ليلة الثامن من ديسمبر عام 1941 بالتوقيت المحلي قبل الهجوم على بيرل هاربر. كانت المعركة الكبيرة الأولى في حرب المحيط الهادئ، وشاركت فيها قوات برية من جيش الهند البريطاني والإمبراطورية اليابانية.
في عام 1941، كانت مدينة كوتا بهارو عاصمة ولاية كلنتن على الساحل الشمالي الشرقي لماليزيا قاعدة عمليات القوى الجوية الملكية والقوى الجوية الملكية الأسترالية في شمال مالايا. كانت هناك قاعدة جوية في كوتا بهارو واثنتان أخريان في غونغ كيداك وماتشانغ. كانت الخسائر اليابانية كبيرة بسبب الهجمات الجوية الأسترالية المتفرقة والدفاعات الساحلية الهندية ونيران المدفعية.

## عمليات الإنزال في كوتا بهارو
خوفًا من أن الأسطول الياباني كان يحاول استفزاز البريطانيين للبدء بهجوم من أجل الحصول على ذريعة للدخول في الحرب، تردد المارشال الجوي السير روبرت بروك بوفام قائد القوات البريطانية في الشرق الأقصى في البدء بعملية مصارع الثيران في السابع من ديسمبر. كانت مصارع الثيران خطة بريطانية تهدف إلى تدمير القوة المهاجمة قبل الإنزال أو خلاله. قرر المارشال تأجيل العملية حتى صباح اليوم التالي على أقل تقدير. بعد منتصف الليل السابع والثامن من نوفمبر بمدة قصيرة، رصد الجنود الهنود الذين جالوا شواطئ كوتا بهارو ثلاثة ظلال كبيرة: كانت هذه الظلال هي سفن النقل اليابانية أوازيسان مارو وأياتوسان مارو وساكورا مارو، التي أنزلت مراسيها على بعد ثلاثة كيلومترات من الشاطئ. حملت هذه السفن على متنها نحو 5,200 جندي من كتيبة تاكومي (الجنرال الياباني هيروشي تاكومي على متن أوازيسان مارو). شارك معظم هؤلاء الجنود قبل ذلك في الحرب ضد الصين.
تكونت قوة الغزو اليابانية من وحدات من القطعة الثامنة عشر، وأتت معظم القوات المهاجمة من فوج المشاة السادس والخمسين (بقيادة الكولونيل يوشيو ناسو على متن ساكورا مارو)، بدعم من بطارية المدفعية الجبلية لفوج المدفعية الجبلية الثامن عشر (بقيادة المقدم كاتسوتوشي تاكاسو) وفوج الهندسة الثاني عشر (بقيادة المقدم إتشي فوجي) وفوج الإشارة الثامن عشر ومجموعة من فوج النقل الثاني عشر ومجموعة من الفوج الطبي الثامن عشر والمشفى الميداني الثاني للفوج الطبي الثامن عشر. رافقهم في رحلتهم أسطول بحري (قوة غزو كوتا بهارو) تحت قيادة الأميرال البحري الخلفي شينتارو هاشيموتو، تكون الأسطول من الطراد الخفيف سينداي والمدمرات أيانامي وإيزونامي وشيكينامي وأورانامي وكاسحتي الألغام رقم 2 ورقم 3 ومطاردة الغواصات رقم 9.[5]